# プロスチール
株式会社プロスチール（英: PROSTEEL Co., Ltd.）は、愛知県名古屋市緑区大根山に本社を置く、特殊鋼とステンレス鋼を取り扱う豊田通商とメタルワンによる合弁企業。

## 沿革
- 1952年 ‐ 愛知県名古屋市中区丸田町において、合資会社天野商店を設立。
- 1961年 ‐ 天野鋼鉄株式会社として改組（資本金500万円）。
- 1963年 - 本社を愛知県名古屋市中区千代田四丁目に移転。
- 1965年 - 資本金5,000万円に増資。
- 1970年 - 資本金6,000万円に増資。
- 1978年 - 豊田通商と業務提携（資本金1億円に増資）。
- 1980年 - 本社を現在地へ移転。
- 1984年 - 浜松営業所開設。
- 1995年 - 株式会社プロスチールに社名変更。
- 2015年 - 本社隣地に倉庫新設。

## 取扱品目
- 特殊鋼 - みがき特殊帯鋼、熱間圧延特殊帯鋼、ベーナイト帯鋼、焼入れ鋼帯
- ステンレス鋼 - フェライト系、オーステナイト系、マルテンサイト系、析出硬化系、二相系
- 普通鋼

## 事業所
- 本社
  - 〒459-8501 愛知県名古屋市緑区大根山1丁目1908番地
- 本社工場
  - 〒459-8501 愛知県名古屋市緑区大根山1丁目1903番地
- 浜松営業所
  - 〒430-7714 静岡県浜松市中央区小沢渡町1-3